# Deutsches Zentrum für Herzinsuffizienz
Das Deutsche Zentrum für Herzinsuffizienz (DZHI) (Comprehensive Heart Failure Center) ist eine gemeinsame Einrichtung der Julius-Maximilians-Universität Würzburg und des Universitätsklinikums Würzburg. Es ist eines von acht Integrierten Forschungs- und Behandlungszentren, die in Deutschland vom Bundesministerium für Bildung und Forschung gefördert werden. Das Zentrum hat im November 2010 seine Arbeit aufgenommen und ist am 1. November 2015 in seine zweite Förderperiode getreten. 

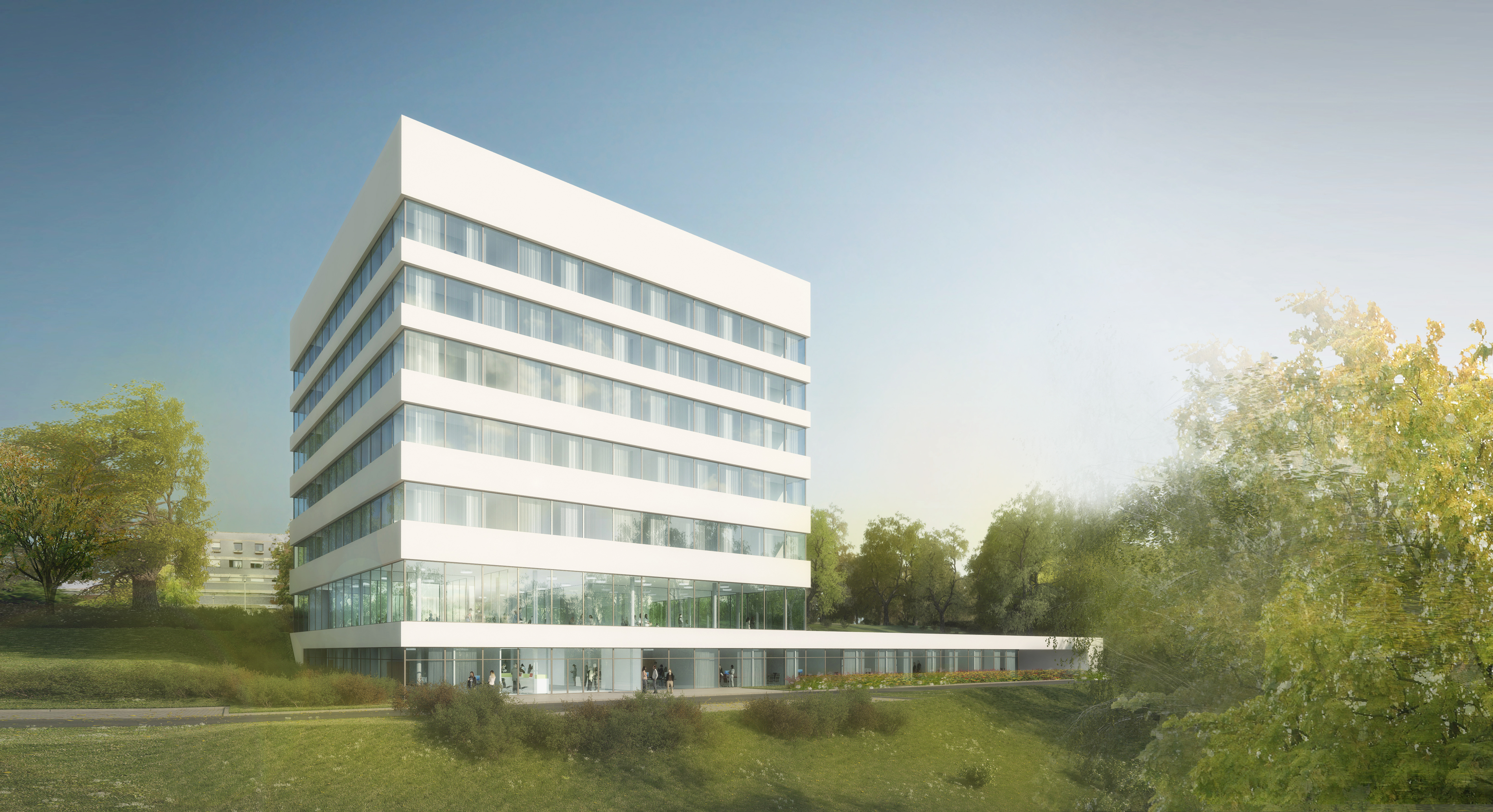
Research and treatment in one facility at the comprehensive heart failure center, Wurzburg, Germany.

## Forschung und Behandlung
Schwerpunkt ist die Behandlung und Erforschung von Herzinsuffizienz und den daraus entstehenden Komplikationen bei Patienten mit kardiovaskulären Risikofaktoren oder anderen Erkrankungen. Rund 120 Wissenschaftler aus Grundlagen- und klinischer Forschung entwickeln in strikt interdisziplinären Teams effiziente Strategien zur Prävention der Herzinsuffizienz und ihrer Komplikationen, optimieren Therapieverfahren der Herzinsuffizienz und erarbeiten innovative Forschungsansätze für neue therapeutische Strategien. 

## Fachpflege Herzinsuffizienz
Das DZHI hat ein Disease-Management-Programm für die poststationäre Betreuung von Patienten mit systolischer Herzinsuffizienz entwickelt und evaluiert. Zentral steht in dem Programm namens HeartNetCare-HF TM die engmaschige Versorgung der Patienten durch eine ausgebildete Herzinsuffizienzschwesteroder -pfleger, die eine koordinierende Schnittstellenfunktion zwischen behandelnden Versorgern, Patient und Angehörigen einnimmt. Mittlerweile haben bereits viele Kliniken deutschlandweit ihr kardiologisches Pflegepersonal am DZHI aus- oder weiterbilden lassen. 

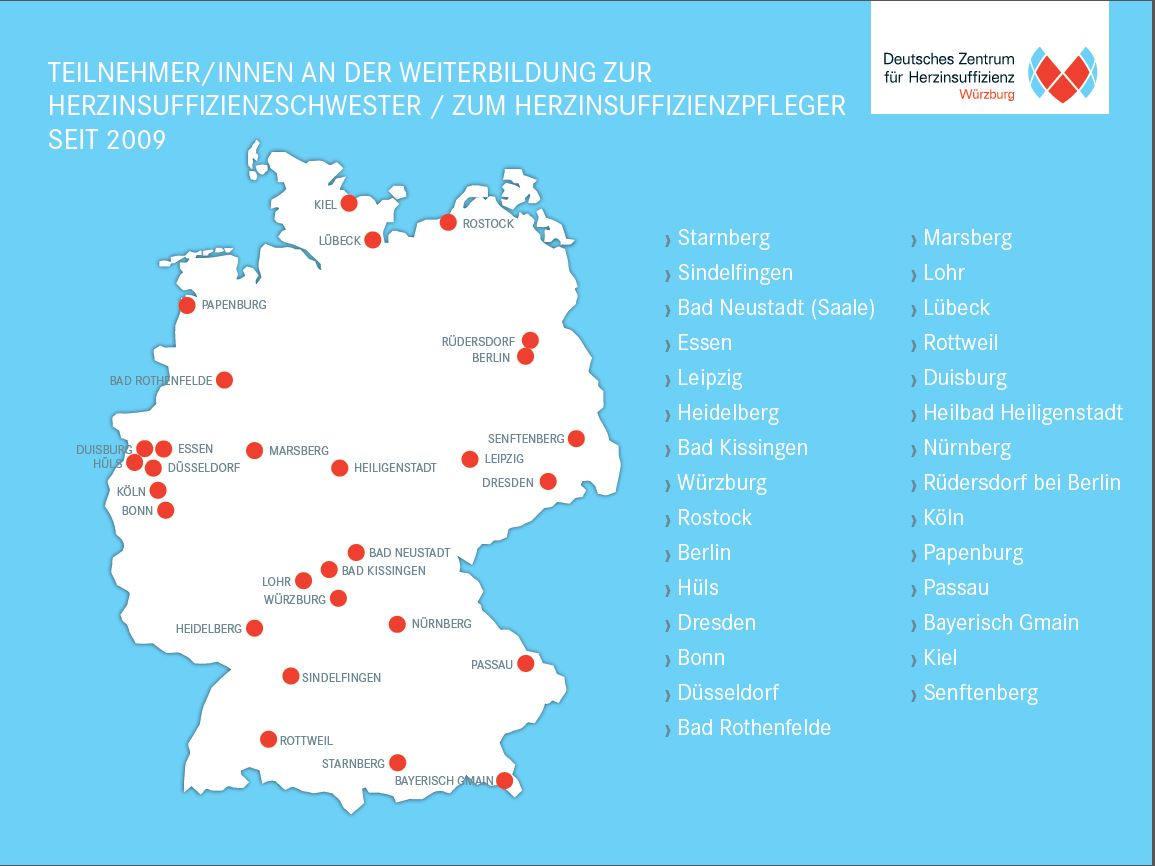
Heart Failure Specialist Nurses from CHFC.

Ein weiteres Alleinstellungsmerkmal des DZHI ist die Herzinsuffizienz-Ambulanz, in der Kardiologen, Herzschrittmacher-Experten und Nierenspezialisten, Neurologen, Psychologen und Psychiater, Endokrinologen sowie Genetiker zusammenarbeiten. Die Ambulanz steht allen Patienten im größeren Umkreis offen. Zugleich arbeitet sie als Informations- und Anlaufstelle für die Kliniken und Ärzte der Region in Fragen der Herzinsuffizienz-Therapie.